# Villaga
Villaga é uma comuna italiana da região do Vêneto, província de Vicenza, com cerca de 1.859 habitantes. Estende-se por uma área de 23 km², tendo uma densidade populacional de 81 hab/km². Faz fronteira com Albettone, Barbarano Vicentino, Grancona, San Germano dei Berici, Sossano, Zovencedo.

## Demografia
| Variação demográfica do município entre 1861 e 2011                               |
|                                                                                   |
| Fonte: Istituto Nazionale di Statistica (ISTAT) - Elaboração gráfica da Wikipedia |